# Babna Polica
Babna Polica – wieś w Słowenii, w gminie Loška dolina. W 2018 roku liczyła 20 mieszkańców.